# Comité Olímpico Nacional de los Emiratos Árabes Unidos
El Comité Olímpico Nacional de los Emiratos Árabes Unidos (código COI: UAE) es el Comité Olímpico Nacional que representa a los Emiratos Árabes Unidos.